# Frederico João de Saxe-Meiningen
Frederico João Bernado Hermann Henrique Maurício de Saxe-Meiningen (Friedrich Johann Bernhard Hermann Heinrich Moritz von Sachsen-Meiningen; 12 de Outubro de 1861 - 23 de Agosto de 1914) foi um soldado alemão e membro da Casa Real de Saxe-Meiningen.

## Nascimento e universidade
O príncipe Frederico nasceu em Meiningen o segundo filho de Jorge II, Duque de Saxe-Meiningen e da sua segunda esposa, a princesa Feodora de Hohenlohe-Langenburg, uma descente de Diego Velázquez.
O príncipe Frederico andou na Universidade de Bonn onde, ao contrário do que era normal para os príncipes da época, recusou ter um criado, cavalo e carruagem próprios. Devido ao seu estatuto real, foi feito membro do clube de duelo exclusivo para estudantes "Borussia". Apesar de o futuro kaiser Guilherme II da Alemanha ser um membro proeminente, o príncipe Frederico não era activo no grupo, raramente aparecia na reuniões e preferia dar mais importância aos estudos do que à sua vida social. Conseguiu escapar por pouco a ferimentos graves em Bonn quando uma retorta rebentou perto dele durante uma experiência química.

## Exército e morte
Depois de completar os seus estudos, o príncipe Frederico entrou no exército. Tal como tinha acontecido durante a universidade, quando se tornou tenente em Estrasburgo, o príncipe gostava mais de passar o seu tempo a estudar artilharia do que a investir na sua vida social. Foi promovido a coronel em 1902, brigadeiro-general em 1907 e major-general em 1910, antes de se reformar do exército em 1913.
Quando rebentou a Primeira Guerra Mundial em 1914, e apesar de ter partido o braço pouco tempo antes, o príncipe Frederico decidiu voltar ao exército. Acabaria por morrer em combate, em Tarcienne durante a invasão da Bélgica. Só quando o seu filho, o príncipe Jorge viajou até à Bélgica para se juntar ao regimento do pai é que se soube da notícia. Jorge descobriu que o seu pai tinha sido atingido por estilhaços ou balas de metralhadora quando saiu de uma casa que estava a utilizar como posto de observação.
O seu corpo foi levado para o Colégio do Sagrado Coração de Charleroi onde foi embalsamado. Posteriormente, foi levado para Meiningen, onde foi sepultado.

## Casamento e descendência
O príncipe Frederico casou-se com a sua prima, a princesa Adelaide de Lippe-Biesterfeld (depois princesa de Lippe), filha de Ernesto, Conde de Lippe-Biesterfeld, em Neudorf a 24 de Abril de 1889. O estatuto dinástico do casamento foi questionado durante a disputa de sucessão de Lippe, quando se argumentou que, se o irmão de Adelaide, Leopoldo, estava excluído da sucessão de Lippe devido ao facto de a sua bisavó, Modeste von Unruh, não pertencia à realeza, então os filhos de Frederico e Adelaide também deveriam ser excluídos da linha de sucessão de Saxe-Meiningen pelo mesmo motivo.
O príncipe Frederico e a princesa Adelaide tiveram seis filhos que eram membros completos da Casa Ducal de Saxe-Meiningen:
1. Feodora of Saxe-Meiningen (29 de Maio de 1890 – 12 de Março de 1972), casada com Guilherme Ernesto, Grão-Duque de Saxe-Weimar-Eisenach; com descendência.
2. Adelaide de Saxe-Meiningen (16 de Agosto de 1891 – 25 de Abril de 1971), casada com o príncipe Adalberto da Prússia; com descendência.
3. Jorge, Príncipe de Saxe-Meiningen (11 de Outubro de 1892 – 6 de Janeiro de 1946), casado com a condessa Klara-Maria von Korf; com descendência.
4. Ernesto de Saxe-Meiningen (23 de Setembro de 1895 – 17 de Agosto de 1914) morreu em combate durante a Primeira Guerra Mundial, perto de Maubeuge, França.
5. Luísa de Saxe-Meiningen (13 de Março de 1899 – 14 de Fevereiro de 1985) casada com o barão Götz von Wangenheim.
6. Bernardo, Príncipe de Saxe-Meiningen (30 de Junho de 1901 – 4 de Outubro de 1984), casado primeiro com Margot Grössler; com descendência. Casado depois com a baronesa Vera Schäffer von Bernstein

## Genealogia
| Frederico João de Saxe-Meiningen | Pai: Jorge II, Duque de Saxe-Meiningen | Avô paterno: Bernardo II, Duque de Saxe-Meiningen        | Bisavô paterno: Jorge I, Duque de Saxe-Meiningen                |
| Frederico João de Saxe-Meiningen | Pai: Jorge II, Duque de Saxe-Meiningen | Avô paterno: Bernardo II, Duque de Saxe-Meiningen        | Bisavó paterna: Luísa Leonor de Hohenlohe-Langenburg            |
| Frederico João de Saxe-Meiningen | Pai: Jorge II, Duque de Saxe-Meiningen | Avó paterna: Maria Frederica de Hesse-Cassel             | Bisavô paterno: Guilherme II, Eleitor de Hesse                  |
| Frederico João de Saxe-Meiningen | Pai: Jorge II, Duque de Saxe-Meiningen | Avó paterna: Maria Frederica de Hesse-Cassel             | Bisavó paterna: Augusta da Prússia                              |
| Frederico João de Saxe-Meiningen | Mãe: Feodora de Hohenlohe-Langenburg   | Avô materno: Ernesto I, Príncipe de Hohenlohe-Langenburg | Bisavô materno: Carlos Luís I, Príncipe de Hohenlohe-Langenburg |
| Frederico João de Saxe-Meiningen | Mãe: Feodora de Hohenlohe-Langenburg   | Avô materno: Ernesto I, Príncipe de Hohenlohe-Langenburg | Bisavó materna: Amália de Solms-Baruth                          |
| Frederico João de Saxe-Meiningen | Mãe: Feodora de Hohenlohe-Langenburg   | Avó materna: Feodora de Leiningen                        | Bisavô materno: Emich Carlos, 2° Príncipe de Leiningen          |
| Frederico João de Saxe-Meiningen | Mãe: Feodora de Hohenlohe-Langenburg   | Avó materna: Feodora de Leiningen                        | Bisavó materna: Vitória de Saxe-Coburgo-Saalfeld                |